# عزلة المنافرة (الحديدة)
عزلة المنافرة هي إحدى عزل مديرية الدريهمي في محافظة الحديدة اليمنية ويبلغ تعداد سكانها 18430 نسمة حسب التعداد السكاني في اليمن لعام 2004.

## روابط خارجية
- الجهاز المركزي للإحصاء بالجمهورية اليمنية
- المركز الوطني للمعلومات باليمن
- World Gazetteer:Yemen
- الدليل الشامل